# Story of the Year
A Story of the Year egy amerikai post-hardcore együttes St. Louisból. Zeneileg igen sokoldalú, a tiszta ének, tipikus screamo-kiáltás, és a kemény gitárritmusok egyvelege.

## Történetük
A Story of the Year együttest 1996-ban alapították Big Blue Monkey néven, de egy korábbi blueszenekarral való névhasonlóság miatt átnevezték a ma használatos névre.
Néhány demo és EP felvétele után 2001-ben a Maverick Recordshoz csatlakoztak, és meg is jelent első albumuk. 2003-ban jelent meg a második albumuk Page Avenue címmel. Az ismertséget az „And the Hero Will Drown” című szám hozta meg nekik a Need For Speed: Underground számítógépes játékból.
Az „Anthem of Our Dying Day” és az „Until the Day I Die” a Page Avenue című albumról a 10., illetve a 12. helyet érték el a toplistákon.
2005 novemberében jelent meg a második stúdióalbum, az In the Wake of Determination, amelyből egy hónap alatt 750 000 példányt adtak el. 2006-ban az első daluk a Take me back.

## Tagok
- John Taylor (1996–1999) ének
- Ryan Phillips (1996–) gitár
- Greg Haupt (2000–2003) gitár
- Phillip Sneed (2003–2018) gitár, ének
- Perry West (1996–1999) basszusgitár
- Adam Russell (2000–2015, 2018–) basszusgitár
- Dan Marsala (1996–) ének
- Josh Wills (2000–) – dob

## Diszkográfia
- Page Avenue (2003)
- In the Wake of Determination (2005)
- The Black Swan (2008)
- The Constant (2010)
- Page Avenue: 10 Years and Counting (2013)
- Wolves (2017)

## Külső hivatkozások
- Hivatalos oldal